# Campeonato Caboverdiano de Futebol 2023
Il Campeonato Caboverdiano de Futebol 2023 è la 63ª edizione, la 48° dall'indipendenza, della massima serie del campionato Capoverdiano di calcio. Il campionato è iniziato il 22 aprile 2023 e si è concluso il 9 luglio 2023. La squadra campione in carica è l'Académica do Mindelo, al suo quarto titolo, il secondo dall'indipendenza.
Il titolo è stato vinto dal Palmeira, per la prima volta dalla sua fondazione.

## Stagione

### Formula
La stagione regolare conta 3 gironi all'italiana, ognuno da 4 squadre, con partite di andata e ritorno, per un totale di 6 giornate. Al termine di esse, le squadre prime classificate dei tre gironi e la miglior seconda si qualificano per la fase finale, ad eliminazione diretta con partite di andata e ritorno per decretare i campioni nazionali.
La squadra campione si qualifica per la CAF Champions League 2024-25.

## Squadre partecipanti
Al campionato partecipano i campioni delle nove isole di Capo Verde la decima, Santa Luzia, è disabitata), mentre i campionati locali delle isole di São Vicente e Santiago qualificano due squadre. A queste 11 si aggiunge l'Académica do Mindelo, campione in carica.
| Club                 | Città             | Stagione Precedente                                       |
| -------------------- | ----------------- | --------------------------------------------------------- |
| Académica do Mindelo | Mindelo           | Campione di Capo Verde                                    |
| Belo Horizonte       | Juncalinho        | Non qualificato al Campeonato Caboverdiano                |
| Figueirense          | Figueira da Horta | Non qualificato al Campeonato Caboverdiano                |
| Juventude do Norte   | João Galego       | Non qualificato al Campeonato Caboverdiano                |
| Mindelense           | Mindelo           | 3° nel Campeonato Caboverdiano - Girone C                 |
| Morabeza             | Nova Sintra       | 3° nel Campeonato Caboverdiano - Girone B                 |
| Palmeira             | Palmeira          | 1° nel Campeonato Caboverdiano - Girone B, 2° ai Play-Off |
| Sanjoanenses         | Porto Novo        | Non qualificato al Campeonato Caboverdiano                |
| Santo Crucifixo      | Ribeira Grande    | Non qualificato al Campeonato Caboverdiano                |
| Travadores           | Praia             | Non qualificato al Campeonato Caboverdiano                |
| Varandinha           | Tarrafal          | 3° nel Campeonato Caboverdiano - Girone A                 |
| Vulcanico            | São Filipe        | Non qualificato al Campeonato Caboverdiano                |

## Stagione Regolare

### Girone A
|  | Pos. | Squadra            | Pt | G | V | N | P | GF | GS | DR |
|  | ---- | ------------------ | -- | - | - | - | - | -- | -- | -- |
|  | 1.   | Mindelense         | 14 | 6 | 4 | 2 | 0 | 6  | 0  | +6 |
|  | 2.   | Travadores         | 9  | 6 | 3 | 0 | 3 | 10 | 6  | +4 |
|  | 3.   | Santo Crucifixo    | 7  | 6 | 2 | 1 | 3 | 4  | 6  | -2 |
|  | 4.   | Juventude do Norte | 4  | 6 | 1 | 1 | 4 | 4  | 12 | -8 |

      Qualificata alla Fase Finale
In caso di arrivo a pari punti:
1. Maggior numero di vittorie;
2. Differenza reti;
3. Gol fatti;

### Girone B
|  | Pos. | Squadra        | Pt | G | V | N | P | GF | GS | DR |
|  | ---- | -------------- | -- | - | - | - | - | -- | -- | -- |
|  | 1.   | Palmeira       | 12 | 6 | 4 | 0 | 2 | 10 | 6  | +4 |
|  | 2.   | Vulcânico      | 11 | 6 | 3 | 2 | 1 | 8  | 5  | +3 |
|  | 3.   | Belo Horizonte | 5  | 6 | 1 | 2 | 3 | 5  | 10 | -5 |
|  | 2.   | Sanjoanenses   | 5  | 6 | 1 | 2 | 3 | 7  | 9  | -2 |

      Qualificata alla Fase Finale
In caso di arrivo a pari punti:
1. Maggior numero di vittorie;
2. Differenza reti;
3. Gol fatti;

### Girone C
|  | Pos. | Squadra              | Pt | G | V | N | P | GF | GS | DR |
|  | ---- | -------------------- | -- | - | - | - | - | -- | -- | -- |
|  | 1.   | Académica do Mindelo | 13 | 6 | 4 | 1 | 1 | 13 | 7  | +6 |
|  | 2.   | Morabeza             | 10 | 6 | 2 | 4 | 0 | 6  | 4  | +2 |
|  | 2.   | Figueirense          | 5  | 6 | 1 | 2 | 3 | 8  | 11 | -3 |
|  | 4.   | Varandinha           | 3  | 6 | 0 | 3 | 3 | 6  | 11 | -5 |

      Qualificata alla Fase Finale
In caso di arrivo a pari punti:
1. Maggior numero di vittorie;
2. Differenza reti;
3. Gol fatti;

## Fase finale
|  | Semifinali | Semifinali           | Semifinali | Semifinali | Semifinali |  |  | Finale               | Finale               | Finale |  |
|  |            |                      |            |            |            |  |  |                      |                      |        |  |
|  | B1         | Palmeira             | 2          | 2          | 4          |  |  |                      |                      |        |  |
|  | A1         | Mindelense           | 2          | 1          | 3          |  |  | Palmeira (dtr)       | Palmeira (dtr)       | 1 (4)  |  |
|  | B2         | Vulcânico            | 2          | 3          | 5          |  |  | Académica do Mindelo | Académica do Mindelo | 1 (3)  |  |
|  | C1         | Académica do Mindelo | 2          | 6          | 8          |  |  |                      |                      |        |  |